# Abaris
Abaris (segle iv aC?) (en grec antic: Ἄβαρις Ábaris) va ser un llegendari endeví, taumaturg, poeta i sacerdot d'Apol·lo del poble dels hiperboris.
Segons la llegenda, durant un període de fam i malalties, un oracle d'Apol·lo va informar que s'acabarien aquelles calamitats quan els atenesos fessin determinats sacrificis. Abaris va arribar a Grècia procedent d'una illa fèrtil de clima suau situada més enllà d'on bufa el vent del nord, el país dels hiperboris. Atenent l'oracle, Abaris va dur a terme el sacrifici i va eliminar les calamitats dels grecs. Píndar situa el personatge en temps del rei Cresos, i la Suda diu que hauria arribat a Atenes com a ambaixador dels hiperboris durant la LIII Olimpíada, és a dir entre el 568 i el 565 aC. Es creia que viatjava damunt d'una fletxa que li havia donat Apol·lo, i s'aturava per a realitzar purificacions, allunyar pestilències i desviar els vents desfavorables. La fletxa li permetia arribar a llocs inaccessibles. Jàmblic fa contemporanis Abaris i Pitàgores, i també contemporanis del tirà Falaris d'Agrigent. Segons aquest autor, Abaris exposava diverses qüestions científiques i teològiques a Pitàgores quan aquest era presoner del tirà. Falaris, preocupat per la lucidesa dels dos filòsofs, va voler matar-los, però el dia que es disposava a fer-ho, una conspiració va posar fi a la seva vida. La relació d'Abaris amb Pitàgores l'esmenta Aristòtil, i hom el considerava, de molt antic, deixeble de Pitàgores.
En la seva condició de profeta i purificador, Abaris va recórrer tota Grècia, revelant els secrets del futur i guarint malalties utilitzant fórmules màgiques. Va recopilar uns oracles que en la seva major part eren prescripcions rituals, amb els que va alliberar Esparta d'una pesta, i els espartans van aixecar-li un monument en un temple. També va purificar la ciutat de Cnossos a Creta.
A l'Eneida troben un Abaris descrit com un guerrer rútul, mort per Euríal durant una sortida nocturna.